# Преторианска префектура Илирик
Преторианската префектура за Илирик (на латински: Praefectura praetorio per Illyricum; на гръцки: ἐπαρχότης/ὑπαρχία [τῶν πραιτωρίων] τοῦ Ἰλλυρικοῦ) е една от четирите преториански префектури в късната Римска империя. Административният център на префектурата е град Сирмиум (357 – 379), а след 379 г. – Солун. 
Първоначално част от Преторианска префектура Италия, тя е обособена за пръв път към 347 година при междуособиците между синовете на император Константин Велики и през следващите десетилетия на няколко пъти е премахвана и създавана отново. През 437 година, след брака назападния император Валентиниан III и дъщерята на източния император Лициния Евдоксия Панония Секунда преминава под управлението на източния император и е възможно за кратко Сирмиум отново да става център на преторианската префектура Илирик.

## Преториански префекти на Илирик
Вулкаций Руфин (347 – 352)

  Анатолий (360)

  Флавий Флоренций (360)

  Клавдий Проб

  Квинт Олибрий (378 – 379)

  Ветий Агорий Претекстат

  Флавий Евтихиан (396 – 397)

  Анатолий (397 – 399)

  Херкулий (408 – 410)

  Леонций (412 – 413)

  Юний Кварт Паладий (416 – 421)

  Гесий (421 – 443)

  Антемий Изидор (424)

  Флавий Симплиций Регин (435)

  Евбул (436)

  Таласий (439)

  Апревмий (441)

  Евлогий (451)

  Валенциниан (452)

  Каликрат (468 – 469)

  Флавий Йохан (472)
След създаването на Юстиниана Прима липсват данни за назначения на префекти на Илирик.